# 李晓安
李晓安（1957年—），汉族，生于辽宁鞍山，原籍河南孟州，中华人民共和国政治人物、第十一届全国政协委员。

## 生平
李晓安毕业于鞍山钢铁学院、东北工学院和贝尔格莱德大学。曾任鞍山钢铁学院教师、鞍山钢铁学院副校长，鞍山市副市长，民盟中央常委、辽宁省委主委、辽宁省政协副主席。2008年，当选第十一届全国政协委员，代表中国民主同盟，分入第五组。2018年1月，当选第十三届全国政协委员。